# Lee Bo-young
Lee Bo-young (en hangul, 이보영; Seúl, 12 de enero de 1979) es una actriz surcoreana, más conocida por sus papeles protagónicos en series televisivas como: My Daughter Seo-young (2012) y I Can Hear Your Voice (2013).

## Carrera
Es miembro de la agencia "J-Wide Company".
Lee ganó el concurso de belleza Miss Korea en Daejeon en el año 2000. Se especializó en literatura en la Universidad Femenina de Seúl, originalmente quiso convertirse en presentadora de noticias. Fue una de las 15 finalistas en la campaña anual de reclutamiento de la cadena MBC, pero no logró entrar a la compañía. En lugar de eso, ingresó al modelaje, y fue escogida como modelo exclusiva para la publicidad de Asiana Airlines, considerado como la puerta de entrada al estrellato.
Lee hizo su debut en la actuación en 2003, y entre sus primeros roles fue como Yoo Yeo-kyung en People of the Water Flower Village y como antagonista en Save the Last Dance for Me, ambos dramas emitidos en el año 2004. 
En 2005, obtuvo su primer rol importante en el drama diario My Sweetheart, My Darling, seguido del drama histórico Ballad of Seodong donde compartió roles con Jo Hyun Jae. Pasó los siguientes años participando en dramas televisivos, tales como Mr. Goodbye junto a Ahn Jae Wook, Queen of the Game junto a Joo Jin Mo, y Becoming a Billionaire (también conocido como Birth of the Rich) junto a Ji Hyun-woo.
Luego de actuar en películas como My Brother (2004) y A Dirty Carnival (2006), Bo Young logró su primer rol importante en el cine con Once Upon a Time (2008), una comedia ambientada en la época colonial de los años 40.
Sus otras dos películas, estrenadas en 2009, fueron melodramas. En More Than Blue (también conocida como A Story Sadder Than Sadness) interpreta a la alma gemela de un hombre con una enfermedad terminal. A pesar del irónico título I Am Happy, interpretó a una enfermera que se enamora de un paciente psiquiátrico.
Lee retornó a la televisión en 2010 con el drama Harvest Villa, que se emitió por un canal de cable. Además, tuvo una aparición especial en el drama Athena: Goddess of War, interpretando a la hija del presidente. Seguido participó en el drama Hooray for Love (también conocido como A Thousand Affections, 2011), y en el drama Man from the Equator (2012).
Un año después, obtendría el papel que la llevaría a lo alto dentro de la actuación, al interpretar a Seo Young en el drama My Daughter Seo-young. Para este drama, tuvo que prepararse mentalmente debido a que el papel exigía mucho trasfondo emocional, mayor a lo utilizado en sus papeles anteriores. El drama fue un éxito de audiencia, llegando a tener 47,6% de índice de audiencia en su episodio final, el mayor porcentaje de audiencia para un drama coreano en 2013.
Su siguiente trabajo fue en I Can Hear Your Voice (2013), que se volvió popular durante su emisión y compartió roles con Lee Jong Suk. Los críticos dijeron que con su carácter obstinado y argumentativo, Bo Young fue capaz de mostrar otro lado de su capacidad actoral. Gracias a este drama, Bo Young recibió bastantes premios, incluido el "Daesang" (Gran Premio), máximo honor en los SBS Drama Awards.
En 2014, interpretó a una madre que viaja al pasado en el drama God's Gift: 14 Days.
En 2017 interpretó un papel protagonista en la serie Whisper: el de Shin Young-joo, una carismática oficial de policía que investiga un caso de corrupción.
En 2018 protagonizó la serie Mother con el papel de Kang Soo-jin, una mujer que secuestra a una alumna suya, que era maltratada por su familia.
En octubre del 2019 se anunció que estaba en pláticas para unirse al elenco de la serie The Most Beautiful Moment in Life, donde podría interpretar a Yoon Ji-soo.
En abril del 2020 se unió al elenco principal de la serie When My Love Blooms (también conocida como "The Most Beautiful Moment in Life" o  "Blossom"), donde interpretó a Yoon Ji-soo de adulta, quien se reencuentra con su primer amor amor Han Jae-hyun.
El 8 de mayo de 2021 se unió al elenco principal de la serie Mine (también conocida como "Blue Diamond") donde dio vida a Seo Hee-soo, una ex actriz top y la segunda nuera del grupo chaebol Hyowon, quien logra mantener su presencia y sus verdaderos colores con confianza en todo lo que hace, hasta el final de la serie el 27 de junio del mismo año.
El 15 de marzo de 2022 se anunció que estaba en pláticas para protagonizar la serie Agency. En ella interpreta a a Ko A-in, una mujer que ha superado muchas dificultades para convertirse en la primera mujer ejecutiva en la agencia de publicidad más importante del país.

## Otras actividades
Lee también esta activa en causas ambientales, incluyendo la Convención de las Naciones Unidas para la Lucha contra la Desertificación.
A pesar de estar inactiva durante los últimos años debido a su embarazo, ha publicado un libro titulado Time of Love, un conjunto de 23 ensayos que hablan del amor, consuelo y crecimiento, que la impactaron durante su niñez y adultez.

## Vida privada
Lee conoció a Ji Sung en el año 2004, cuando grabaron juntos el drama Save Last Dance for Me, y confirmaron su relación sentimental en 2007. El 2 de agosto de 2013, la pareja anunció su compromiso con la publicación de cartas escritas a mano, a través de sus respectivas páginas oficiales. Ellos se casaron el 27 de septiembre de 2013 en Aston House, W Seoul Walkerhill Hotel. Su primera hija se llama Kwak Ji Yoo y nació el 12 de junio de 2015.
En agosto del 2018 se anunció que la pareja estaba esperando a su segundo bebé juntos. El 4 de febrero del 2019 reciben a su segundo hijo, el pequeño Kwak Bo-ah.

## Filmografía

### Series de televisión
| Año  | Título                             | Hangul                         | Papel            | Canal              | Notas                        | Ref.                 |
| ---- | ---------------------------------- | ------------------------------ | ---------------- | ------------------ | ---------------------------- | -------------------- |
| 2003 | Non Stop 3                         | 논스톱 3                       |                  |                    | Aparición especial           |                      |
| 2003 | Escape from Unemployment           | 백수탈출                       | Cha Mi Rim       |                    |                              |                      |
| 2004 | People of the Water Flower Village | 물꽃마을 사람들                | Yoo Yeo Kyung    |                    |                              |                      |
| 2004 | Long Live Love                     | 애정만세                       | Se Ryung         |                    |                              |                      |
| 2004 | Jang Gil-san                       | 장길산                         | Kwi Rye          |                    |                              |                      |
| 2004 | Save the Last Dance for Me         | 마지막 춤은 나와 함께          | Yoon Soo Jin     | SBS                |                              |                      |
| 2005 | Encounter                          | 해후                           | Choi Eom Ji      |                    |                              |                      |
| 2005 | My Sweetheart, My Darling          | 어여쁜 당신                    | Yoo In Young     |                    |                              |                      |
| 2005 | Ballad of Seodong                  | 서동요                         | Princesa Seonhwa | SBS                |                              |                      |
| 2006 | Mr. Goodbye                        | 미스터 굿바이                  | Choi Young In    |                    |                              |                      |
| 2006 | Queen of the Game                  | 게임의 여왕                    | Kang Eun Seol    |                    |                              |                      |
| 2010 | Becoming a Billionaire             | 부자의 탄생                    | Lee Shin Mi      | KBS2               |                              |                      |
| 2010 | Harvest Villa                      | 위기일발 풍년빌라              | Yoon Seo Rin     | tvN                |                              |                      |
| 2010 | Athena: Goddess of War             | 아테나: 전쟁의 여신            |                  | SBS                | Aparición especial           |                      |
| 2011 | Hooray for Love                    | 애정만만세                     | Kang Jae Mi      | MBC                |                              |                      |
| 2012 | Man from the Equator               | 적도의 남자                    | Han Ji Won       | KBS2               |                              |                      |
| 2012 | My Daughter Seo-young              | 내 딸 서영이                   | Lee Seo Young    | KBS2               |                              |                      |
| 2013 | I Can Hear Your Voice              | 너의 목소리가 들려             | Jang Hye Sung    | SBS                |                              |                      |
| 2014 | God's Gift: 14 Days                | 신의 선물 - 14일               | Kim Soo Hyun     | SBS                |                              |                      |
| 2014 | Pinocchio                          | 피노키오                       | Voz del GPS      | SBS                |                              | [ 19 ]               |
| 2017 | Whisper                            | 귓속말                         | Shin Young Joo   | SBS                |                              | [ 20 ] [ 21 ]        |
| 2018 | Mother                             | 마더                           | Soo Jin          | tvN                |                              | [ 22 ] [ 23 ]        |
| 2020 | When My Love Blooms                | 화양연화 – 삶이 꽃이 되는 순간 | Yoon Ji Soo      | tvN                |                              | [ 24 ] [ 25 ]        |
| 2020 | Start-Up                           | 스타트업                       | Mujer en el pub  | tvN                | Aparición especial (cap. 10) |                      |
| 2021 | Mine                               | 마인                           | Seo Hee-soo      | tvN, Netflix       |                              | [ 26 ]               |
| 2023 | Agency                             | 대행사                         | Go Ah-in         | JTBC               |                              | [ 27 ] [ 12 ]        |
| 2023 | Nos vemos en mi 19.ª vida          | 이번 생도 잘 부탁해            | Lee Sang-ah      | tvN                | Aparición especial           | [ 28 ]               |
| 2024 | Hide                               | 하이드                         | Na Moon-young    | Coupang Play, JTBC |                              | [ 29 ] [ 30 ] [ 31 ] |

### Películas
- My Brother (우리형, 2004).
- A Dirty Carnival (비열한 거리, 2006).
- Once Upon a Time (원스 어폰 어 타임, 2008).
- More Than Blue (슬픔보다 더 슬픈 이야기, 2009).
- I Am Happy (나는 행복합니다, 2009).

### Programas de variedades
- She's Olive - Lee Bo-young from Grasse to Paris (O'live TV, 2007).
- eat CITY - Lee Bo-young's Italian Cafe (O'live TV, 2013).
- Running Man (SBS, Invitada Ep. 142, 2013).
- Happy Together (KBS2, Invitada Ep. 275, 2013).
- Healing Camp, Aren't You Happy (SBS, Invitada Ep. 130-131, 2014).

### Aparición en videos musicales
- 2011: «Crying, Calling» - Zia & 4Men

### Revistas / sesiones fotográficas
| Año  | Título        | Notas                                                                                               |
| ---- | ------------- | --------------------------------------------------------------------------------------------------- |
| 2013 | InStyle Korea | junto a Won Bin, Lee Byung-hun, Ahn Sung-ki, Kim Hye-soo y Kim Rae-won - (publicación de diciembre) |

## Premios y nominaciones
| Año  | Premiación                      | Categoría                                                   | Trabajo Nominado                            | Resultado | Ref.   |
| ---- | ------------------------------- | ----------------------------------------------------------- | ------------------------------------------- | --------- | ------ |
| 2005 | SBS Drama Awards                | Nueva estrella                                              | Ballad of Seodong                           | Ganadora  |        |
| 2005 | KBS Drama Awards                | Mejor actriz revelación                                     | My Sweetheart, My Darling                   | Ganadora  |        |
| 2006 | 14th Chunsa Film Art Awards     | Mejor actriz revelación                                     | A Dirty Carnival                            | Ganadora  |        |
| 2006 | SBS Drama Awards                | Estrellas Top 10                                            | Queen of the Game                           | Ganadora  |        |
| 2006 | KBS Drama Awards                | Premio a la excelencia, Actriz                              | Mr. Goodbye                                 | Nominada  |        |
| 2007 | 3rd Andre Kim Best Star Awards  | Estrella femenina                                           | N/A                                         | Ganadora  |        |
| 2008 | 44th Baeksang Arts Awards       | Mejor actriz revelación                                     | Once Upon a Time                            | Nominada  |        |
| 2009 | 4th Andre Kim Best Star Awards  | Estrella femenina                                           | N/A                                         | Ganadora  |        |
| 2010 | KBS Drama Awards                | Premio a la excelencia, Actriz en drama de mediana longitud | Becoming a Billionaire                      | Nominada  |        |
| 2011 | MBC Drama Awards                | Premio a la excelencia, Actriz en Miniseries                | Hooray for Love                             | Ganadora  |        |
| 2012 | KBS Drama Awards                | Premio TOP a la excelencia, Actriz                          | My Daughter Seo-young Man from the Equator  | Nominada  |        |
| 2012 | KBS Drama Awards                | Premio a la excelencia, Actriz en drama de mediana longitud | Man from the Equator                        | Ganadora  |        |
| 2012 | KBS Drama Awards                | Premio a la excelencia, Actriz en Drama seriado             | My Daughter Seo-young                       | Nominada  |        |
| 2012 | KBS Drama Awards                | Premio a mejor pareja con Lee Sang Yoon                     | My Daughter Seo-young                       | Ganadora  |        |
| 2013 | 49th Baeksang Arts Awards       | Mejor actriz (TV)                                           | My Daughter Seo-young                       | Nominada  |        |
| 2013 | 7th Mnet 20's Choice Awards     | 20's Drama Star - Femenino                                  | My Daughter Seo-young I Can Hear Your Voice | Nominada  |        |
| 2013 | 6th Korea Drama Awards          | Daesang (Gran Premio)                                       | My Daughter Seo-young I Can Hear Your Voice | Ganadora  |        |
| 2013 | 6th Korea Drama Awards          | Mejor pareja con Lee Jong Suk                               | I Can Hear Your Voice                       | Ganadora  |        |
| 2013 | 6th Style Icon Awards           | Top 10 - Iconos de Estilo                                   | I Can Hear Your Voice                       | Nominada  |        |
| 2013 | 2nd APAN Star Awards            | Premio TOP a la excelencia, Actriz                          | My Daughter Seo-young I Can Hear Your Voice | Ganadora  |        |
| 2013 | 2nd APAN Star Awards            | Mejor pareja con Lee Jong Suk                               | I Can Hear Your Voice                       | Ganadora  |        |
| 2013 | SBS Drama Awards                | Daesang (Gran Premio)                                       | I Can Hear Your Voice                       | Ganadora  |        |
| 2013 | SBS Drama Awards                | Premio TOP a la excelencia, Actriz en Miniseries            | I Can Hear Your Voice                       | Nominada  |        |
| 2013 | SBS Drama Awards                | Premio de productores                                       | I Can Hear Your Voice                       | Ganadora  |        |
| 2013 | SBS Drama Awards                | Top 10 - Estrellas                                          | I Can Hear Your Voice                       | Ganadora  |        |
| 2014 | 50th Baeksang Arts Awards       | Mejor actriz (TV)                                           | I Can Hear Your Voice                       | Ganadora  |        |
| 2014 | SBS Drama Awards                | Premio TOP a la excelencia, Actriz en miniseries            | God's Gift: 14 Days                         | Nominada  |        |
| 2017 | SBS Drama Awards                | Premio a la gran excelencia                                 | Whisper                                     | Ganadora  | [ 33 ] |
| 2018 | 54th Baeksang Arts Award        | Mejor actriz                                                | Mother                                      | Nominada  | [ 34 ] |
| 2018 | Seoul International Drama Award | Mejor actriz                                                | Mother                                      | Ganadora  | [ 35 ] |